# 볼티모어 스킵잭스
| 볼티모어 스킵잭스 | |
| 콘퍼런스          | |
| 디비전            | 사우스 디비전 (1982년~1993년) |
| 설립연도          | 1982년 |
| 해체연도          | 1993년 |
| 역사              | 이리 블레이즈 (1975년~1982년) 볼티모어 스킵잭스 (1982년~1993년) 포틀랜드 파이리츠 (1993년~2016년) 스프링필드 선더버즈 (2016년~현재) |
| 경기장            | 볼티모어 아레나 |
| 연고지            | 메릴랜드주 볼티모어 |
| 상징색            | 금, 검정, 빨강, 하양, 파랑 |
| 구단주            | |
| 단장              | |
| 감독              | |
| NHL 제휴          | |
| ECHL 제휴         | |
| 정규시즌 우승     | 1 (1984) |
| 콘퍼런스 우승     | |
| 디비전 우승       | 1 (1984) |
| 칼더 컵           | |
| 영구 결번         | |

볼티모어 스킵잭스(Baltimore Skipjacks)는 미국 메릴랜드주 볼티모어를 연고지로 하는 1982년부터 1993년까지 AHL 소속되었던 아이스 하키팀이다.
1993년 연고지를 메인주 포틀랜드 (포틀랜드 파이리츠)로 이전했다.

## 역대 홈경기장
| 볼티모어 스킵잭스 |               |          |                     |                                    |
| 경기장            | 사용기간      | 수용인원 | 장소                | 비고                               |
| 볼티모어 아레나   | 1982년~1993년 | 14,000명 | 메릴랜드주 볼티모어 | 볼티모어 시빅 센터 (1982년~1986년) |